# Shamus Culhane
James "Shamus" Culhane (Ware, 12 de novembro de 1908 - Nova York, 2 de fevereiro de 1996) foi um animador, diretor, e produtor norte-americano de desenhos animados.

## Carreira
Trabalhou em vários estúdios de animação norte-americanos, incluindo o de Max Fleischer, Ub Iwerks, Walt Disney, e Walter Lantz. Enquanto esteve nos estúdios Disney, foi um animador principal em Branca de Neve e os Sete Anões, animando a sequência mais conhecida do filme: a animação dos anões marchando ao som da canção "Heigh-Ho". A cena tomou seis meses de Culhane e seus assistentes para ficar pronta.
Mais tarde, Culhane trabalhou como diretor para Walter Lantz, para o qual dirigiu o curta-metragem clássico de Pica-Pau O Barbeiro de Sevilha (1944). No final da década de 1940, fundou a Shamus Culhane Productions, uma das primeiras empresas a criar animação para comerciais de televisão. Ele aposentou-se parcialmente em 1967.
Culhane escreveu dois livros referenciais em animação: o manual Animation from Script to Screen (Animação do Roteiro à Tela), e sua autobiografia Talking Animals and Other People (Falando com animais e outras pessoas). Como Culhane trabalhou para vários grandes estúdios de animação de Hollywood, sua autobiografia fornece um panorama amplo da história da Era de Ouro da animação americana.
Casado duas vezes, a primeira esposa de Culhane foi Maxine Marx, filha de Chico Marx, integrante dos Irmãos Marx. Morreu em sua casa em Manhattan.